# Sonnefeld
Sonnefeld là một đô thị ở huyện Coburg bang Bayern nước Đức. Đô thị Sonnefeld có diện tích km², dân số thời điểm ngày 31 tháng 12 năm 2006 là 5192 người.